# كمبل محمدعظيم
كمبل محمدعظيم (بالفارسية: کمبل محمدعظیم) هي قرية تقع في البلدة المركزية في إيران. يقدر عدد سكانها بـ 312 نسمة بحسب إحصاء 2016.